# 林尼 (加利福尼亞州)
林尼（英語：Linnie）是位於美國加利福尼亞州因約縣的一個非建制地區。該地的面積和人口皆未知。

## 地理
林尼的座標為35°49′59″N 117°52′01″W / 35.83306°N 117.86694°W，而該地的平均海拔高度為769米（即2523英尺）。